# Juvenalis

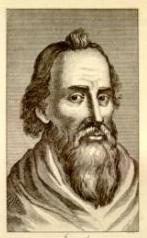
Een 19e-eeuwse voorstelling van Juvenalis

Juvenalis of Decimus Iunius Iuvenalis (Aquinum (Latium), ca. 60 - † ?, tussen 133 en 140) was een groot Romeins dichter, de laatste van de Latijnse satiredichters, die tevens aan de satire haar definitieve vorm heeft gegeven. De uitdrukkingen Panem et circenses, "Brood en spelen" en Mens sana in corpore sano, "Een gezonde geest in een gezond lichaam" worden aan hem toegeschreven.

## Biografie
Van zijn leven is weinig met zekerheid bekend. Op basis van zijn geschriften wordt soms aangenomen dat hij aanvankelijk arm en hulpbehoevend was, maar het feit dat hij enkele slaven bezat spreekt dat tegen. Juvenalis begon met een militaire carrière en bracht het tot tribunus militum. Onder keizer Domitianus trad hij op als declamator te Rome. Hij werd gestraft met verbanning (naar Egypte?), omdat hij de draak had durven steken met een vermaarde toneelacteur, de favoriet van de keizer. Op middelbare leeftijd is hij begonnen met het schrijven van satiren, die een sterk retorische inslag hebben. Tussen 98 en 128 dichtte hij zestien satiren, verdeeld over vijf boeken. Juvenalis wordt herhaaldelijk genoemd in het werk van zijn vriend en geestesgenoot Martialis.

## Literaire betekenis
Evenals zijn tijdgenoot Tacitus heeft hij een duidelijk pessimistische kijk op het Rome van de 1e eeuw. Zijn satiren schilderen op brutale, realistische wijze de zedelijke toestanden in de hoofdstad onder de keizers Nero en Domitianus. Zij hekelen het wangedrag, de ondeugden, de misbruiken en buitensporigheden van een desintegrerende Romeinse maatschappij. De felheid van zijn pen is daarbij in de Latijnse literatuur niet geëvenaard. Vooral de vorige generatie droeg in zijn ogen schuld aan de huidige wantoestanden, die hij be- en veroordeelt als een plattelandsbewoner die in de grootstad verzeild is geraakt en ervan overtuigd was dat hij in een afschuwelijk leefmilieu was terechtgekomen. Zijn dichtkunst houdt het midden tussen realisme en retoriek en draagt het merkteken van bittere ironie, sarcasme zelfs, heftige invectieven en kortzichtig pessimisme. Juvenalis' Satiren verraden een diepe afkeer voor de rijken en de "winners" en een warme sympathie voor de "losers", de armen en marginalen.
Na zijn dood werd Juvenalis gauw vergeten. Pas de christelijke moralisten haalden hem weer uit de kast en waardeerden hem als aanklager van de "heidense" verdorvenheid. In de middeleeuwse kloosterbibliotheken werd hij veel gelezen en overgeschreven. De eerste gedrukte uitgave verscheen te Rome in 1467 tot '69. Sindsdien vond en vindt hij veel navolgers en bewonderaars, vooral in de 17e en 18e eeuw in Frankrijk (Boileau) en Engeland (Dryden, Pope, ...).

## Overzicht van zijn werk

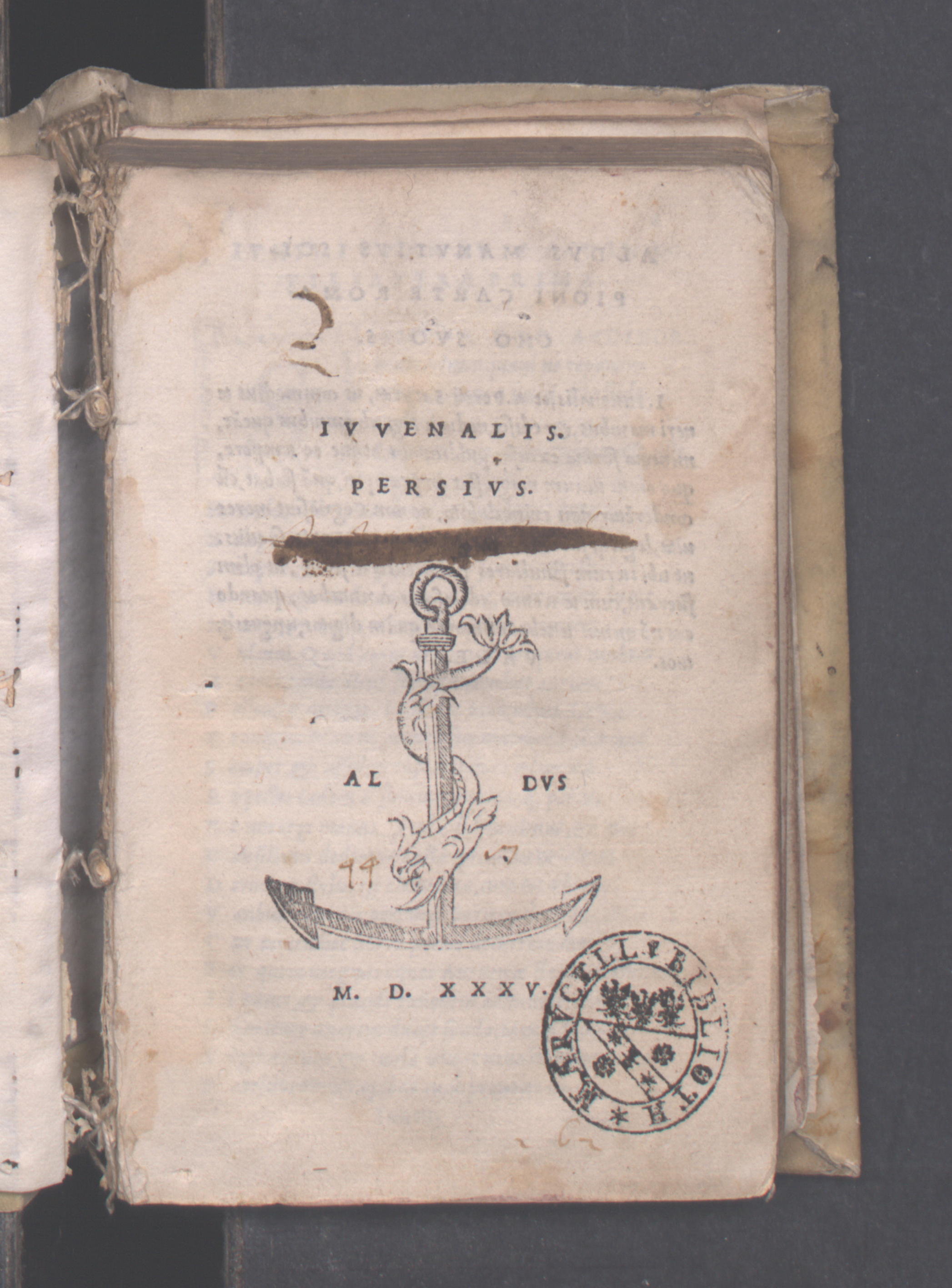
Saturae, 1535

- Satire I heeft een inleidend en apologetisch karakter. Zij verdedigt Juvenalis' rauwe realisme en zijn voornemen om satiren te schrijven: "Difficile est satiram nón scribere..." (Het is moeilijk om geen satiren te schrijven)
- Satire II is een aanval op de homoseksualiteit zoals die in de hypocriete Romeinse upper-class te vinden was.
- Satire III is een rake beschrijving van het leven in de grootstad, met zijn verdorvenheid en de talloze ongemakken en gevaren die overal op de loer liggen, zowel in huis als op straat.
- Satire IV is wellicht de meest amusante: hierin beschrijft hij met humor en sarcasme hoe keizer Domitianus een ministerraad bijeenroept om te beraadslagen over het klaarmaken van een tarbot.
- Satire V hekelt de relaties tussen de rijke patroni en hun arme cliënten aan een banket.
- Satire VI is de bekendste, waarin Juvenalis meedogenloos van leer trekt tegen alle dwaasheden, onbeschaamdheden en ondeugden van de deftige Romeinse dames, en de lezer waarschuwt tegen een huwelijk.
- Satire VII verwelkomt een nieuwe keizer (Hadrianus) die een einde moet maken aan de onwaardige positie van de Romeinse intellectuelen.
- Satire VIII geeft adviezen voor een goed rijksbestuur en bekritiseert de degeneratie van het establishment.
- Satire IX (het enige stuk in dialoogvorm geschreven) beschrijft het zielige bestaan van een schandknaap.
- Satire X behandelt de doeleinden van het menselijk bestaan. Hieruit komen de beroemde citaten: "Mens sana in corpore sano" en "Brood en spelen"
- Satire XI formuleert een aantal bedenkingen naar aanleiding van een buitensporig diner.
- Satire XII stelt de hebzucht aan de kaak.
- Satire XIII bevat opbeurende woorden voor een vriend die een behoorlijke som geld afhandig gemaakt is.
- Satire XIV handelt over de opvoeding van kinderen.
- Satire XV behandelt gevallen van religieus fanatisme en barbaarse praktijken in Egypte (waar hij mogelijk zijn ballingschap heeft doorgebracht).
- Satire XVI bleef onvoltooid, en gaat over de onverdiende voordelen van het militaire bestaan.

Zijn laatste satiren zijn aanmerkelijk minder van kwaliteit en inspiratie dan zijn eerste.

## Nederlandse vertalingen
- Juvenalis en Persius, Hekeldichten, vertaald en toegelicht door Piet Schrijvers, 2020. ISBN 9789025312398
- Juvenalis. Satiren, vertaald door Marietje d'Hane-Scheltema, 2003. ISBN 9789025322571

## Voetnoten
1. ↑  Dirk-Jan de Vink, Arm en straatarm in Rome (4), Mainzer Beobachter, 19 oktober 2023

- Bibsys: 90071358
- Biblioteca Nacional de Chile: 000035932
- Biblioteca Nacional de España: XX1021924
- Bibliothèque nationale de France: cb11909281d (data)
- Catàleg d'autoritats de noms i títols de Catalunya: 981058610287906706
- CiNii: DA02754636
- Gemeinsame Normdatei: 118556126
- International Standard Name Identifier: 0000 0003 9907 7077
- Library of Congress Control Number: n79060985
- Nationale Bibliotheek van Letland: 000229559
- Bibliotheek van het Japanse parlement: 00514170
- Nationale Bibliotheek van Tsjechië: jn19981001529
- Nationale bibliotheek van Australië: 35256484
- Nationale Bibliotheek van Israël: 987007263495005171
- Nationale Bibliotheek van Polen: a0000001209186
- Nationale en Universitaire bibliotheek Zagreb: 000084536
- Nederlandse Thesaurus van Auteursnamen: 068845723
- Réseau des bibliothèques de Suisse occidentale: 02-A000096291
- Istituto Centrale per il Catalogo Unico: CFIV004507
- LIBRIS: 192069
- Système universitaire de documentation: 026943719
- Trove: 884801
- Virtual International Authority File: 83985148
- WorldCat: E39PBJxcVyhY9dYQVGm6CvQjG3